# Lionel Verde
Lionel Sebastián Verde (Santa Fe, 18 ottobre 2004) è un calciatore argentino, centrocampista dell'Unión (SF).

## Caratteristiche tecniche
Gioca come interno di centrocampo.

## Carriera
Verde è cresciuto nel settore giovanile dell'Unión (SF) ed ha debuttato in prima squadra il 14 febbraio 2024 nell'incontro di Copa de la Liga Profesional pareggiato 0-0 contro il Godoy Cruz. Il 1º marzo seguente ha firmato il suo primo contratto professionistico ed il 21 settembre ha segnato il suo primo gol nella vittoria casalinga per 3-1 sempre contro il Godoy Cruz.

## Statistiche

### Presenze e reti nei club
Statistiche aggiornate al 21 novembre 2024.
| Stagione        | Squadra         | Campionato      | Campionato | Campionato | Coppe nazionali | Coppe nazionali | Coppe nazionali | Coppe continentali | Coppe continentali | Coppe continentali | Altre coppe | Altre coppe | Altre coppe | Totale | Totale | Totale |
| Stagione        | Squadra         | Comp            | Pres       | Reti       | Comp            | Pres            | Reti            | Comp               | Pres               | Reti               | Comp        | Pres        | Reti        | Pres   | Reti   |        |
| --------------- | --------------- | --------------- | ---------- | ---------- | --------------- | --------------- | --------------- | ------------------ | ------------------ | ------------------ | ----------- | ----------- | ----------- | ------ | ------ | ------ |
| 2024            | Unión (SF)      | PD              | 4          | 1          | CA+CdL          | 0+5             | 0               |                    | -                  | -                  |             | -           | -           | 9      | 1      |        |
| Totale carriera | Totale carriera | Totale carriera | 4          | 1          |                 | 5               | 0               |                    | -                  | -                  |             | -           | -           | 9      | 1      |        |